# بلاتلينغ
بلاتلينغ (بالألمانية: Plattling) هي place with town rights and privileges وبلدة ألمانية تقع في ألمانيا في دغندورف.

## المدن التوأمة
مدن مبرا، Selkirk وScharnitz هي مدن توأمة لـبلاتلينغ.

## أعلام
- مارتن كراوز
- نيكي بيل نيلسن